# Chambao

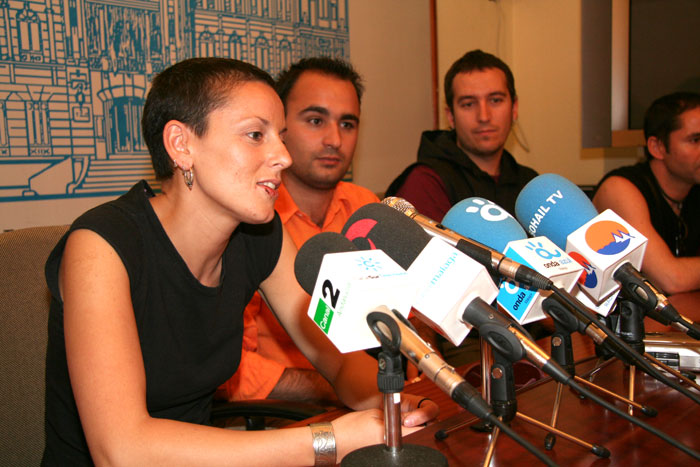
Chambao

Chambao é uma banda de música flamenco-electrónica, conhecida como Flamenco Chill. Originais de Málaga (Andaluzia, Espanha) a sua música mistura os sons do flamenco e palos (diferentes estilos do flamenco) com música electrónica. Segundo o dialecto andaluz, um Chambao é uma tenda de campismo improvisada para proteger-se do sol e da brisa das tarde na praia, utilizada normalmente na noite de São João.
Chambao nasceu quando o músico holandês Henrik Takkenberg conheceu três malaguenhos (María del Mar, Eduardo e Dani, que deixou o grupo em 2005) no bairro malaguenho de Pedregalejo e decidiram formar um grupo musical fundindo o flamenco com sons electrónicos.
O seu primeiro trabalho, Flamenco Chill, foi um sucesso de vendas. O seu segundo disco, Endorfinas en la mente, já sem Henrik entre eles, afirmou-os no panorama musical, conseguindo um Prêmio Ondas. O terceiro trabalho de Chambao chama-se Pokito a poko e, dos co-fundadores da formação já só fica La Mari, vocalista e alma do grupo, que se fez rodear de novos músicos para continuar com Chambao. Actualmente, La Mari, recuperada de um cancer, participou no álbum de Ricky Martin MTV Unplugged cantando em dueto "Tu Recuerdo". Chambao vendeu mais de 1.000.000 de cópias dos seus respectivos trabalhos em todo o mundo. Agora com seu novo single "Papeles mojados" esperam repetir o sucesso tanto na Espanha como na Europa (onde já são muito conhecidos). Neste último trabalho, além de ritmos flamencos e chill out, misturam ritmos árabes e letras de denúncia social.

## Discografia
- "Flamenco Chill" (2002) (vários artistas).
- "Endorfinas en la mente" (2003)
- "Pokito a poko" (2005)
- "Caminando 2001-2006" (2006)
- "Con otro aire" (2007)
- "En el fin del mundo", CD plus DVD (2009)
- "Chambao" (2012)
- "Nuevo ciclo" (2016)